# 廣州客車廠
廣州客車廠，簡稱廣客或廣州牌，是中國廣東省廣州市的一個已經結業的客車廠。位置於現今天河區元崗路一帶。該廠於1949年10月16日成立，2000年10月中旬結業。

## 歷史

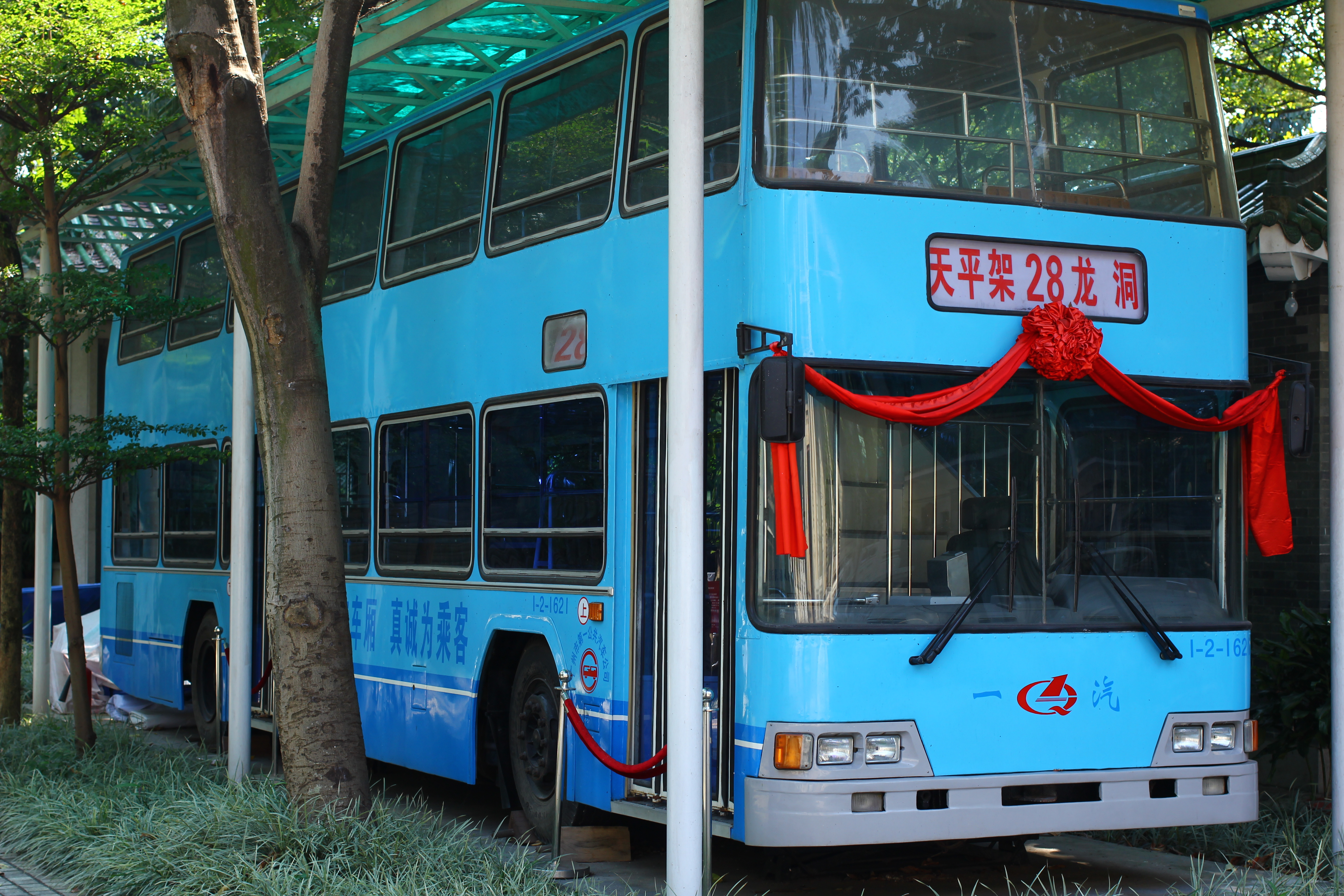
最後一部廣州牌GZK6120FS型雙層巴士

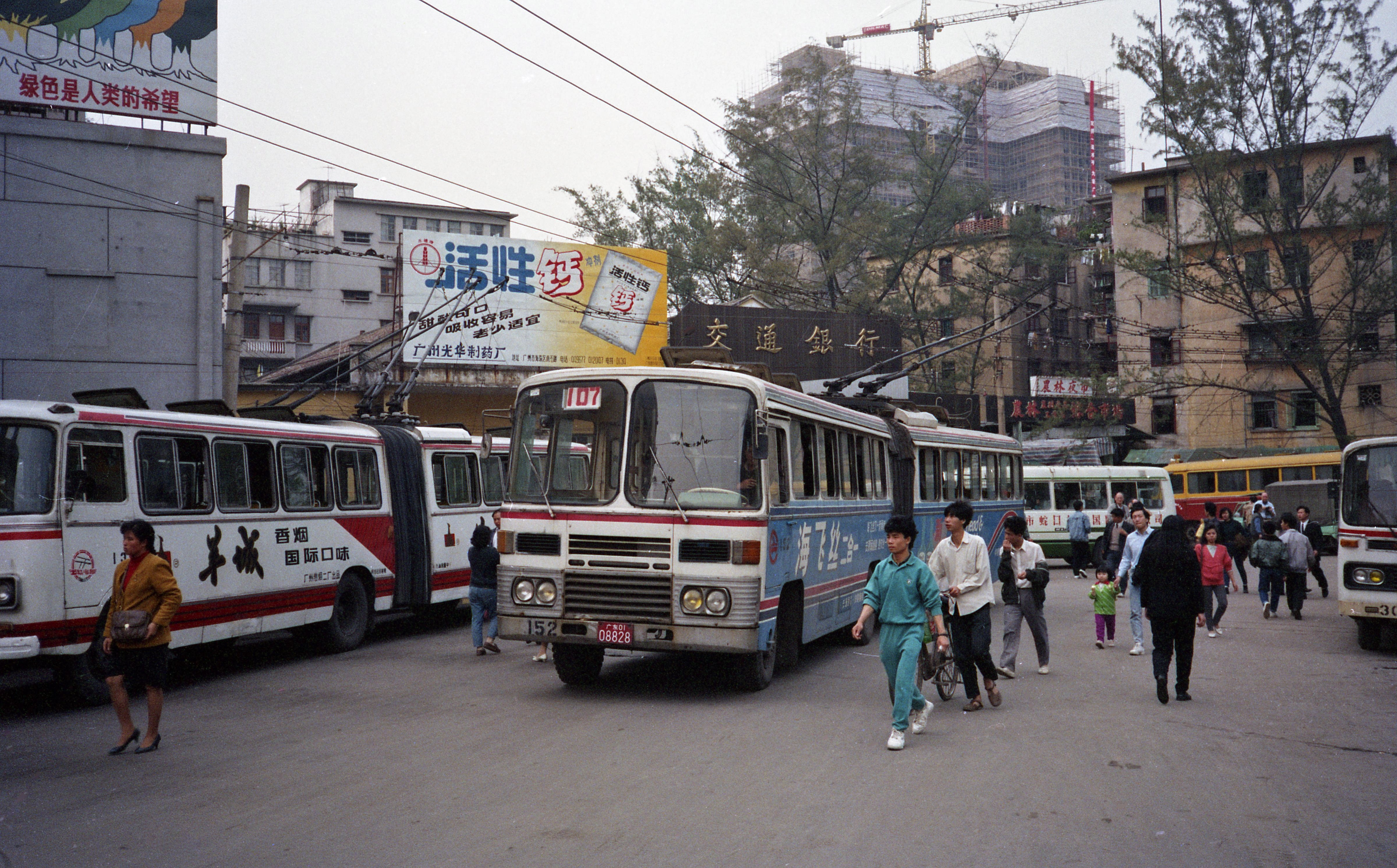
广州牌无轨电车

- 1949年10月16日，正式成立，當時稱「廣州市車管處汽車修理組」，後更名為「廣州汽車修理組」，並組裝巴士。
- 1954年，依靠手工造出了第一辆华南牌铁木结构公共汽车。
- 1963年，出廠越秀牌大客車[2]。
- 1970年代中，正式出廠鉸接式巴士[3]。
- 1981年，基于东风EQ140底盘的GZ644型团体客车试制成功，1982年由建设部批准正式投产[2]。
- 1984年，公司改名「廣州客車廠」。
- 從1993年8月開始，由於廣州率先實行「前門上車，後門下車」的制度。結果該廠的客車賣出多輛，創下1300部巴士的紀錄[4]。
- 1993年12月，客車廠曾經出過雙層巴士品種GZK6120GS及GZK6120FS。
- 1996年，客車廠以其為核心，成立廣州客車集團公司，並且成為廣汽集團成員，1999年9月收購廣東客車廠。

## 結業
由於中國內地於1990年代經過了「八五」及「九五」的工程計劃，使汽車生產銷售發展迅猛，加上一系列經濟調整，直至2000年10月中旬，由於客車廠適應不到當時的經濟發展，結果於市場經濟淘汰而結業，結束了51年的經營歷史。而公司生產巴士方面，雙層巴士於2001年4月正式退役，而該廠全數巴士於2005年12月23日全部淘汰。